# Coastal Athletic Association
La Coastal Athletic Association, también conocida como CAA, es una conferencia de la División I de la NCAA que opera principalmente en la Costa Este de los Estados Unidos. El cuartel general se encuentra en la ciudad de Richmond. La CAA ha sido una conferencia sureña, hasta que al comienzo del siglo XXI, cinco universidades del norte del país decidieron unirse a la misma.

## Historia
La CAA se fundó en 1983, siendo conocida como la liga de baloncesto del sur de la Eastern College Athletic Conference. Fue renombrada dos años más tarde, en 1985, tras la incorporación de otros deportes. En la actualidad organiza torneos de 21 disciplinas deportivas, 10 masculinas y 11 femeninas. La unión de la Universidad Northeastern en 2005 le dio a la conferencia el mínimo de 6 equipos de fútbol americano para patrocinar este deporte. Desde 2007, todos los equipos de fútbol americano de la Atlantic 10 Conference se han unido a esta conferencia. Desde entonces, la liga de fútbol americano de la CAA ha operado como una entidad técnicamente separada de la CAA Football.
El 20 de julio de 2023, la conferencia cambió su nombre de Colonial Athletic Association a Coastal Athletic Association.

## Miembros

### Miembros de pleno derecho
| Logo | Institución                                                  | Localización                    | Equipo          | Tipo           | Año de unión                                  |
| ---- | ------------------------------------------------------------ | ------------------------------- | --------------- | -------------- | --------------------------------------------- |
|      | Universidad Campbell                                         | Buies Creek, Carolina del Norte | Fighting Camels | Privada        | 2023                                          |
|      | College of Charleston                                        | Charleston, Carolina del Sur    | Cougars         | Pública        | 2013                                          |
|      | Universidad Drexel                                           | Filadelfia Pensilvania          | Dragons         | Privada        | 2001                                          |
|      | Universidad de Elon                                          | Elon, Carolina del Norte        | Phoenix         | Privada        | 2014                                          |
|      | Universidad de Hampton                                       | Hampton, Virginia               | Pirates         | Privada (HBCU) | 2022                                          |
|      | Universidad Hofstra                                          | Hempstead, Nueva York           | Pride           | Privada        | 2001                                          |
|      | Universidad de Monmouth                                      | West Long Branch, Nueva Jersey  | Hawks           | Privada        | 2022                                          |
|      | Universidad Agrónoma y Técnica Estatal de Carolina del Norte | Greensboro, Carolina del Norte  | Aggies          | Pública (HBCU) | 2022 (otros deportes) 2023 (fútbol americano) |
|      | Universidad Northeastern                                     | Boston, Massachusetts           | Huskies         | Privada        | 2005                                          |
|      | Universidad de Stony Brook                                   | Stony Brook, Nueva York         | Seawolves       | Pública        | 2013 (fútbol americano) 2022 (otros deportes) |
|      | Universidad de Towson                                        | Towson, Maryland                | Tigers          | Pública        | 1979 2001                                     |
|      | Universidad de Carolina del Norte en Wilmington              | Wilmington, Carolina del Norte  | Seahawks        | Pública        | 1985                                          |
|      | The College of William and Mary                              | Williamsburg, Virginia          | Tribe           | Pública        | 1985                                          |

- HBCU: Historically black colleges and universities (en español: faculdades y universidades históricamente afroestadounidenses)

### Miembros asociados

#### Fútbol americano
| Institución                    | Localización             | Equipo      | Tipo    | Conferencia Primaria    |
| ------------------------------ | ------------------------ | ----------- | ------- | ----------------------- |
| Universidad de Albany          | Albany, Nueva York       | Great Danes | Pública | America East Conference |
| Universidad Bryant             | Smithfield, Rhode Island | Bulldogs    | Privada | America East Conference |
| Universidad de Maine           | Orono, Maine             | Bears       | Pública | America East Conference |
| Universidad de Nuevo Hampshire | Durham, Nuevo Hampshire  | Wildcats    | Pública | America East Conference |
| Universidad de Rhode Island    | Kingston, Rhode Island   | Rams        | Pública | Atlantic 10 Conference  |
| Universidad Villanova          | Radnor, Pensilvania      | Wildcats    | Privada | Big East Conference     |

#### Otros deportes
| Institución                            | Localización           | Equipo   | Tipo    | Deporte            | Conferencia Primaria               |
| -------------------------------------- | ---------------------- | -------- | ------- | ------------------ | ---------------------------------- |
| Universidad de Connecticut             | Storrs, Connecticut    | Huskies  | Pública | Remo femenino      | Big East Conference                |
| Universidad de Fairfield               | Fairfield, Connecticut | Stags    | Privada | Lacrosse masculino | Metro Atlantic Athletic Conference |
| Universidad de California en San Diego | La Jolla, California   | Tritons  | Pública | Remo femenino      | Big West Conference                |
| Universidad Villanova                  | Radnor, Pensilvania    | Wildcats | Privada | Remo femenino      | Big East Conference                |

### Futuros miembros asociados
| Institución                     | Localización           | Equipo   | Tipo    | Deporte          | Año de Unión | Conferencia Primaria               |
| ------------------------------- | ---------------------- | -------- | ------- | ---------------- | ------------ | ---------------------------------- |
| Universidad del Sagrado Corazón | Fairfield, Connecticut | Pioneers | Privada | Fútbol americano | 2026         | Metro Atlantic Athletic Conference |

### Miembros asociados de salida
| Institución                     | Localización           | Equipo   | Tipo    | Deporte          | Año de Salida | Conferencia de Traslado                |
| ------------------------------- | ---------------------- | -------- | ------- | ---------------- | ------------- | -------------------------------------- |
| The College of William and Mary | Williamsburg, Virginia | Tribe    | Pública | Fútbol americano | 2026          | Patriot League (solo fútbol americano) |
| Universidad Villanova           | Radnor, Pensilvania    | Wildcats | Privada | Fútbol americano | 2026          | Patriot League (solo fútbol americano) |

- William & Mary seguirá siendo miembro de la CAA multideportiva.

### Antiguos miembros
| Institución                                | Localización                   | Equipo             | Tipo    | Año de unión | Año de salida | Conferencia actual              |
| ------------------------------------------ | ------------------------------ | ------------------ | ------- | ------------ | ------------- | ------------------------------- |
| Universidad Católica de América            | Washington D. C.               | Cardinals          | Privada | 1979         | 1981          | Landmark Conference (Div. III)  |
| Universidad de Baltimore                   | Baltimore, Pensilvania         | Super Bees         | Pública | 1979         | 1981          | Abandono la competición en 1983 |
| Universidad Saint Francis                  | Loretto, Pensilvania           | Red Flash          | Privada | 1979         | 1981          | Northeast Conference            |
| Academia Naval de los Estados Unidos       | Annapolis, Maryland            | Midshipmen         | Militar | 1982         | 1991          | Patriot League                  |
| Universidad Americana                      | Washington D. C.               | Eagles             | Privada | 1984         | 2001          | Patriot League                  |
| Universidad del Este de Carolina           | Greenville, Carolina del Norte | Pirates            | Pública | 1982         | 2001          | American Athletic Conference    |
| Universidad de Richmond                    | Richmond, Virginia             | Spiders            | Privada | 1982         | 2001          | Atlantic 10 Conference          |
| Universidad de la Mancomunidad de Virginia | Richmond, Virginia             | Rams               | Pública | 1995         | 2012          | Atlantic 10 Conference          |
| Universidad Estatal de Georgia             | Atlanta, Georgia               | Panthers           | Pública | 2005         | 2013          | Sun Belt Conference             |
| Universidad George Mason                   | Fairfax, Virginia              | Patriots           | Pública | 1979         | 2013          | Atlantic 10 Conference          |
| Universidad de Old Dominion                | Norfolk, Virginia              | Monarchs           | Pública | 1979         | 2013          | Sun Belt Conference             |
| Universidad James Madison                  | Harrisonburg, Virginia         | Dukes              | Pública | 1985         | 2022          | Sun Belt Conference             |
| Universidad de Delaware                    | Newark, Delaware               | Fightin' Blue Hens | Pública | 2001         | 2025          | Conference USA                  |